# My Everything
My Everything is het tweede studioalbum van de Amerikaanse zangeres Ariana Grande. Het album kwam uit op 22 augustus 2014 en werd uitgegeven door Republic Records. My Everything debuteerde in de Billboard 200 en werd in de eerste week meer dan 169.000 keer verkocht. Het album piekte op de eerste plaats in Australië en Canada.
Naast de standaarduitgave heeft My Everything ook zes luxe-uitgaven.

## Singles
De eerste single van het album is "Problem" samen met de Australische rapper Iggy Azalea. Het nummer behaalde de tweede plaats in de Billboard Hot 100 en ruim 438.000 exemplaren werden er verkocht in de week van verschijning. "Break Free" is het tweede nummer van het album en werd uitgebracht op 2 juli 2014. De derde single is "Love Me Harder" samen met de Canadese r&b-zanger The Weeknd. Als vierde single werd "One Last Time" uitgebracht in februari 2015.

## Tracklist
Standaardeditie
| Nr. | Titel                                                | Schrijver(s) | Duur |
| --- | ---------------------------------------------------- | --- | ---- |
| 1   | "Intro"                                              | Oublieux Brown, Victoria McCants, Ariana Grande | 1:20 |
| 2   | "Problem" (met Iggy Azalea)                          | Ilya Salmanzadeh, Max Martin, Savan Kotecha, Amethyst Kelly, Ariana Grande                                                                                         | 3:13 |
| 3   | "One Last Time"                                      | David Guetta, Kotecha, Giorgio Tuinfort, Rami Yacoub, Carl Falk | 3:17 |
| 4   | "Why Try"                                            | Benjamin Levin, Ryan Tedder, Ammar Malik, Noel Zancanella | 3:31 |
| 5   | "Break Free" (met Zedd)                              | Anton Zaslavski, Martin, Kotecha | 3:35 |
| 6   | "Best Mistake" (met Big Sean)                        | Grande, Sean Anderson, Denisea "Blu June" Andrews, Brittany Coney, Dwane Weir II, Milk                                                                             | 3:53 |
| 7   | "Be My Baby" (met Cashmere Cat)                      | Levin, Magnus August Høiberg, Theron Thomas, Timothy Thomas, Peder Losnegård, Milk                                                                                 | 3:36 |
| 8   | "Break Your Heart Right Back" (met Childish Gambino) | Kirby Dockery, Andrew "Pop" Wansel, Warren "Oak" Felder, Donald Glover, Bernard Edwards, Nile Rodgers, Steven Jordan, Christopher Wallace, Sean Combs, Mason Betha | 4:13 |
| 9   | "Love Me Harder" (met The Weeknd)                    | Martin, Kotecha, Peter Svensson, Ali Payami, Abel Tesfaye, Ahmad Balshe                                                                                            | 3:56 |
| 10  | "Just a Little Bit of Your Heart"                    | Harry Styles, Johan Carlsson, Milk | 3:51 |
| 11  | "Hands on Me" (met A$AP Ferg)                        | Rodney Jerkins, Alicia Renee Williams, Adrianne Birge, Donald Ferguson, Jr.                                                                                        | 3:13 |
| 12  | "My Everything"                                      | Grande, Brown, McCants, Taylor Parks, Milk | 2:48 |

Luxe-editie
| Nr. | Titel                                     | Schrijver(s)                                                                                        | Duur |
| --- | ----------------------------------------- | --------------------------------------------------------------------------------------------------- | ---- |
| 13  | "Bang Bang" (met Jessie J en Nicki Minaj) | Max Martin, Göransson, Savan Kotecha, Onika Maraj                                                   | 3:18 |
| 14  | "Only 1"                                  | Ariana Grande, Tommy Brown, Travis Sayles, Victoria McCants, Dennis Jenkins                         | 3:14 |
| 15  | "You Don't Know Me"                       | Ariana Grande, Harmony Samuels, Helen "Carmen Reece" Culver, Al Sherrod Lambert, Maurice David Wade | 3:52 |